# Autorschaft der Werke von Molière
Über die Autorschaft der Werke von Molière wird in der französischen Öffentlichkeit immer wieder sehr kontrovers diskutiert, seit der französische Lyriker und Romancier Pierre Louÿs in einem 1919 publizierten Artikel die These vertrat, Pierre Corneille sei der Verfasser aller Werke, die traditionellerweise Molière zugeschrieben werden: „Molière est un chef-d’œuvre de Corneille.“ – „Molière ist ein Meisterwerk von Corneille.“
Im französischen Kollektivbewusstsein ist Jean-Baptiste Poquelin alias Molière als Nationaldichter Frankreichs fest verankert, nennt man doch die französische Sprache periphrastisch la langue de Molière und das renommierte Nationaltheater, die Comédie-Française, 1680 von Ludwig XIV. gegründet, ist als la Maison de Molière, das Haus Molières, weltbekannt. Seine Autorschaft anzuzweifeln, kommt Häresie gleich. Publikationen, die den nationalen Mythos als Legendenbildung zu entlarven drohen, erhitzen die Gemüter und rufen polemische Debatten hervor.
Im 21. Jahrhundert wird versucht, diese Streitfrage mit Hilfe mathematisch-stilometrischer Verfahren der Computerphilologie zu entscheiden.

## Verfechter der Corneille-These: Molière ist ein Meisterwerk von Corneille

### Pierre Louÿs, der erste Zweifler an der Autorschaft Molières, und seine Nachfolger
Die Corneille/Molière-Kontroverse begann, als der französische Lyriker, Romancier und Literaturhistoriker Pierre Louÿs in seinem 1919 erschienenen Artikel L’auteur d’Amphitryon die These vertrat, Pierre Corneille sei der Verfasser der Komödie Amphitryon und schlechterdings aller Werke, die traditionellerweise Molière zugeschrieben werden. Als Louÿs, literarischer Kenner und Bewunderer Corneilles, das Theaterstück Amphitryon intensiv las, sei ihm bewusst geworden, dass dieses Kunstwerk im raffinierten Stil, in der unverkennbaren Handschrift des großen Corneille gedichtet war. Louÿs studierte daraufhin zahlreiche Molière-Biographien und stellt dabei fest, dass die meisten Angaben der Biographen auf puren Mutmaßungen beruhten, und es fiel ihm auf, dass Molière der Nachwelt keine einzige geschriebene literarische Zeile hinterlassen hat:
„Car, si l’on écrivait la vie de Molière sur le thème: «Que sçai-je?», pas un historien sérieux n’atteindrait la centième page. Mais, avec la ressource du «Peut-être», on signe deux tomes in-8°.“
„Wenn man das Leben Molières nach dem Motto (Montaignes) «Was weiß ich (wirklich)?» beschriebe, so käme man schwerlich auf 100 Seiten. Aber mit Hilfe von vielen «Vielleicht» füllt man dicke Foliobände.“
Pierre Louÿs betonte, dass selbst die glühendsten Anhänger der Autorschaft von Molière eine enge Zusammenarbeit der beiden Künstler im Falle der Ballett-Tragödie Psyché nicht bestreiten könnten. Bei Psyché handelt es sich um ein dramatisches Gemeinschaftswerk von Molière, Pierre Corneille, Philippe Quinault und Jean-Baptiste Lully.
Wie aus dem Register von Charles Varlet La Grange hervorgeht, in dem die täglichen Aufführungen Molières verzeichnet sind, spielte seine Theatertruppe zwischen 1643 und 1673 regelmäßig Stücke von Pierre Corneille. Die beiden Künstler wohnten am gleichen Ort, 1644 in Rouen, ab 1662 in Paris, und standen in engstem Kontakt.
Den kurzen bilderstürmerischen Aufsatz L’auteur d’Amphitryon publizierte Pierre Louÿs in auffallender Zeitnähe ein Jahr nach der Veröffentlichung von Abel Lefrancs Werk Sous le masque de William Shakespeare: William Stanley, VIe comte de Derby (Unter der Maske Shakespeares, 1918), in dem die Autorschaft Shakespeares bezweifelt wird.
In den folgenden Jahren unternahm Pierre Louÿs den Versuch, mit weiteren kleineren Artikeln seine These „Molière ist ein Meisterwerk von Corneille“ zu erhärten. Darin äußerte er sich zum Beispiel zu den auffälligen stilistischen Inkongruenzen oder Stilbrüchen, die man in Komödien Molières findet: Auf ausgefeilte, hochliterarische Verse folgen manchmal banale, sogar syntaktisch fehlerhafte Zeilen. Louÿs interpretierte dieses Phänomen im Sinne seiner These: Die elaborierten Verse stammten von Corneilles Hand, die stümperhaften, fehlerhaften Verslein habe Molière eigenständig hinzugefügt.
Aufgrund der allgemeinen Empörung, die seine Aufsätze hervorriefen – Sakrileg am Nationaldichter –, und wegen erhaltener Drohbriefe nahm er schließlich davon Abstand, ein ausführliches Buch zur Corneille/Molière-Problematik zu verfassen. Nach seinem Tod wurden seine Aufzeichnungen zerstreut.

#### Henry Poulaille führt Louÿs Argumente weiter aus
In den 1950er Jahren gelangte ein großer Teil der verloren geglaubten Aufzeichnungen von Pierre Louÿs in die Hände des Schriftstellers Henry Poulaille, der daraufhin das heiße Eisen der Corneille/Molière-Kontroverse wieder öffentlich aufgriff, indem er 1957 das Buch Corneille sous le masque de Molière (Corneille unter der Maske von Molière) veröffentlichte. Darin betonte Poulaille diverse Parallelen in der Biographie der beiden Künstler. Pierre Corneille, der spätere Schöpfer der französischen Tragödie, begann seine literarische Karriere als Vers-Komödien-Dichter. Er schrieb neun Komödien: Mélite (1629), Clitandre (1630), La Veuve (1631), La Galerie du Palais (1633), La Place royale (1633), La Suivante (1634), L’Illusion comique (1635), Le Menteur (1642), La Suite du Menteur (1644).
Jean-Baptiste Poquelin begann seine Schauspielerkarriere 1644 in Rouen, der normannischen Geburtsstadt Corneilles, der zu dieser Zeit ebenfalls dort wohnte. 1644 spielte er in Rouen – gewiss in Anwesenheit Corneilles – dessen Theaterstücke. Im selben Jahr zeichnete er zum ersten Mal mit dem Pseudonym Moliere (ohne Akzent). Die Etymologie dieses Künstlernamen gibt bis heute Rätsel auf. Henry Poulaille leitete ihn von dem normannischen dialektalen Verb molierer ab, das legitimieren bedeutet. Er vertrat die These, dass Corneille und Molière in Rouen einen geheimen finanziellen Pakt abgeschlossen hätten: Corneille werde in Zukunft gegen Geld als Ghostwriter für seinen Strohmann Molière Verskomödien schreiben. Corneille habe das Pseudonym Moliere erfunden und „legitimiere“ damit Jean-Baptiste Poquelin als Autor der Stücke, die er in Zukunft für ihn schreiben werde. 1658 weilte Molière wieder längere Zeit mit der Theatertruppe in Rouen; dort sei der Pakt erneuert worden. 1662 zogen die Brüder Thomas Corneille und Pierre Corneille nach Paris um. Sie wohnten dort nur ein paar Schritte von Molières Theater entfernt. Nur der geheime Pakt der Zusammenarbeit könne diesen Umzug erklären. Im gleichen Jahr wurde L’Ecole des Femmes aufgeführt und dann folgten Jahr für Jahr weitere große Erfolge: L’Impromptu de Versailles (1663), Dom Juan (1665), Le Misanthrope (1666), Le Tartuffe (1667), L’Amphitryon (Jan. 1668), L’Avare (Sept. 1668), Georges Dandin (Juli 1668), L’Avare (Sept. 1668) u. a.

#### Hippolyte Wouters und Christine de Ville de Goyet
In den 1990er Jahren interessierten sich zwei belgische Rechtsanwälte, Schriftsteller und Literaturliebhaber für die Thematik: Hippolyte Wouters und Christine de Ville de Goyet. Sie untersuchten das reichhaltige Hintergrundwissen, das ein Autor von Komödien wie Les Précieuses ridicules, Les Fâcheux, L’Ecole des Femmes, Le Tartuffe, Dom Juan, Amphitryon gehabt haben müsse, um solch hochkomplexe Stücke schreiben zu können. Sie kommen zu dem Schluss, dass nach dem, was von Molières Biographie als gesichert gelten könne, Jean-Baptiste Poquelin weder den nötigen Bildungsgrad noch die dazu notwendige Bibliothek besessen habe. Auch zeitlich sei es Molière unmöglich gewesen, solch komplizierte Stücke zu schreiben, sei er doch als Star-Schauspieler (oft spielte er in drei Aufführungen am selben Tag die Hauptrolle), Theaterdirektor, Regisseur und Spektakel-Arrangeur für Sonnenkönig Ludwig XIV. rund um die Uhr im Einsatz gewesen. Molière musste einfach Theaterstücke bei professionellen Schriftstellern bestellen und kaufen.
Hippolyte Wouters setzt in seinem satirischen Theaterstück Le Destin de Pierre den Pakt zwischen Corneille als künftigem Ghostwriter und Molière als seinem Strohmann in Szene.

#### Denis Boissier
2004 erschien unter großer Aufmerksamkeit der französischen Medien das Buch L’Affaire Molière. La grande supercherie littéraire (der große literarische Schwindel), in dem der Romancier Denis Boissier den bisherigen Stand der Corneille/Molière-Kontroverse ausführlich, allerdings teilweise polemisch schildert. Zusammen mit der Association cornélienne de France hat Denis Boissier eine sehr umfangreiche Website eingerichtet, auf der er alle Argumente, die für die Autorschaft Corneilles sprechen, mit zahlreichen Dokumenten untermauert.

### Die Computerphilologie befasst sich mit der Corneille/Molière-Streitfage

#### Digitale lexikometrische Analyse, Messung der intertextuellen Distanz zur Autorschaft-Zuordnung
2001 erschien in der englischsprachigen Fachzeitschrift Journal of Quantitative Linguistics ein Aufsatz von Forschern der Universität Grenoble. Cyril Labbé (Sohn) und Dominique Labbé (Vater) behaupteten, mit Hilfe von computergestützten lexikometrischen Verfahren das Corneille-Molière-Rätsel zugunsten Pierre Corneilles gelöst zu haben. Für die Medien Frankreichs war dies eine Sensation. Die Methode der Labbés besteht darin, das Vokabular zweier großer Textkorpora miteinander statistisch zu vergleichen: 34 Theaterstücke von Pierre Corneille und 32 Theaterstücke, die traditionellerweise Molière zugeschrieben werden. Gemessen wird dabei die intertextuelle Distanz, d. h. die lexikalische Nähe der Texte von 0 bis 1. Zwischen 0 und 0,2 handelt es sich mit Sicherheit um denselben Autor, bis 0,25 ist die Wahrscheinlichkeit extrem hoch, dass es sich um ein und denselben Autor handelt. Ergebnis: 16 bis 18 der Komödien, die bisher als Werke von Molière gelten, weisen eine intertextuelle Distanz zu Corneilles Werken von nur 0,234 auf. Nach Meinung der beiden Forscher stammen sie demnach mit Gewissheit aus der Feder Pierre Corneilles.

#### Mathematische Methoden für die Zuordnung literarischer Werke
Zwei Forscher der Universität  Petersburg, Mikhaïl Marusenko und Eléna Radionaova, untersuchten ebenfalls mit computerphilologischen Methoden die Werke von Corneille und Molière auf Autor-Zuordnung. 2010 veröffentlichten sie in der Fachzeitschrift Journal of Quantitive Linguistics dazu den Aufsatz Mathematische Methoden für die Zuordnung literarischer Werke zur Lösung des „Corneille-Molière“ Problems. Sie entwickelten einen Algorithmus mit 51 verschiedenen Parametern zur Syntaxanalyse und verglichen 13 Verskomödien Molières mit dem Werk Corneilles. Zehn der Verskomödien, die bisher Molière zugeschrieben werden, stammen nach diesen Untersuchungen mit Gewissheit aus der Feder Corneilles.

## Fortwährende Antwort des akademischen Establishments: Molière ist der Autor der Werke von Molière
Das universitäre Establishment Frankreichs reagierte zunächst mit Diskursverweigerung auf die Corneille-These. In renommierten Biographien und Werkausgaben verschwieg man sie entweder schlicht oder man bezeichnete sie pauschal als absurd und unannehmbar, ohne sich mit den Argumenten der Befürworter überhaupt auseinanderzusetzen. So wird zum Beispiel in der angesehenen fünfbändigen Gesamtausgabe der Werke Molières, erschienen in der Bibliothèque de la Pléiade (Herausgeber Georges Couton), die Corneille/Molière-Problematik einfach totgeschwiegen. Der Corneille-Spezialist Serge Doubrovsky äußerte dazu: „Ich kenne die Thesen von Pierre Louÿs und Henry Poulaille nicht genau, aber ich gestehe, dass ich einfach keine Lust habe, sie genauer zu untersuchen, weil sie mir derart absurd und unannehmbar erscheinen.“
Das Tabu, das stillschweigend über der Corneille-These liegt, wird an einem Zitat aus der neuesten Corneille-Biographie von André Le Gall (1997) deutlich:

« La question Corneille-Molière ne doit pas être posée. Elle ne le sera donc pas. »

„Die Corneille-Molière-Frage darf nicht gestellt werden. Also wird sie hier auch nicht gestellt werden.“

Nach dem Erscheinen der oben zitierten computerphilologischen Aufsätze wurde jedoch eine neue Dimension erreicht. So sah sich Sorbonne-Professor Georges Forestier, Spezialist für französische Theaterliteratur des 17. Jahrhunderts (dix-septiémiste – in Frankreich gibt es Lehrstühle für Literatur nach Jahrhunderten getrennt) und Herausgeber einer Gesamtausgabe von Molières Werken, veranlasst, eine umfangreiche Website einzurichten, auf der er Molières Autorschaft verteidigt und alle vorgebrachten Gegenargumente zu entkräften sucht: Molière, auteur des œuvres de Molière.
Molière, Schutzpatron der Comédie française, bleibt offiziell bislang unantastbar.

## Die digitale Wende im 21. Jahrhundert: eine Herausforderung der Molière-Forschung und Literaturwissenschaft
Die digitale Wende eröffnet der literaturwissenschaftlichen Forschung weitergehende methodische Möglichkeiten. Distant reading erlaubt den Vergleich sehr umfangreicher Textcorpora. Eine neue philologische Teildisziplin, die Computerphilologie, auch digitale Philologie genannt, ist im Entstehen begriffen. Zurzeit (2014) experimentieren immer mehr Literaturwissenschaftler mit computergestützten Verfahren. In Zusammenarbeit mit Informatikern werden Algorithmen und Datenstrukturen verfeinert, um auch komplexere Textvergleiche wie z. B. Stilanalysen durchführen zu können: Stilometrie heißt das neue Verfahren.
Als Anwendungsbeispiel benutzt z. B. Christof Schöch, Romanist und Computerphilologe an der Universität Würzburg, „die mittlerweile berühmte Corneille/Molière-Kontroverse, die einen faszinierenden Testfall für stilometrische Verfahren darstellt“. Es gilt, über lexikometrische Messungen hinauszuwachsen und leistungsfähigere Verfahren zu entwickeln, um den komplexen literarischen Stil verschiedener Autoren mit Hilfe eines Computerprogramms vergleichen zu können. Bei umstrittener Autorschaft soll z. B. durch diese Methode eine eindeutige Zuordnung ermöglicht werden:
1. Die Stilometrie ist im Kern ein Verfahren, das weniger der Stilistik als der Literaturgeschichte nahesteht: Es geht ihr nicht um die Beschreibung von Texteigenschaften an sich, sondern um die Klassifikation von Texten auf der Grundlage von Texteigenschaften.
2. Die Corneille/Molière-Kontroverse ist unentscheidbar, solange es nicht gelingt, das Verhältnis der Signale von Autorschaft, Gattung und Form zueinander zu verstehen und Methoden zu erproben oder zu entwickeln, um diese Signale zu unterscheiden. Dies ist eine der aktuellen Herausforderungen der Stilometrie.[27]

Ende November 2019 veröffentlichten Florian Cafiero und Jean-Baptiste Camps ihre eigene ausführliche stilometrische Analyse, um den nächsten Schritt in der Kontroverse zu gehen. Da die Stilometrie auf statistischen Verfahren beruht, die Wahrscheinlichkeiten innerhalb eines Systems zu vergleichender Elemente errechnen, lautet die hier gestellte Frage nicht: „Wie stark ähneln sich die Texte Corneilles und Molières?“, sondern „Sind Molìeres Texte denen Corneilles viel ähnlicher als den Texten anderer zeitgenössischer Autoren?“ Daher nehmen die Verfasser der Studie weitere französische Theaterautoren aus dem 17. Jahrhundert in ihr Vergleichskorpus mit auf. Sie stellen sich zwei möglichen Hypothesen, die in der Debatte vertreten worden sind:
1. Molière habe den Stoff geliefert, den Corneille anschließend in Verse gefasst habe. Dann wären Ähnlichkeiten im Wortschatz der Molière zugeschriebenen Stücke potenziell möglich, andere Elemente wie Satzgestaltung und Reimworte müssten jedoch starke Ähnlichkeit zu Stücken Corneilles aufweisen.
2. Molière habe nur seinen Namen unter Stücke gesetzt, die gänzlich von anderen Autoren – in diesem Fall (unter anderem) Corneille – verfasst worden seien, und somit dürfte es gar keinen eigenen „Stil“ (im Sinne der Stilometrie) Molières geben, sondern seine Stücke müssten vom „Stil“ her denen Corneilles bzw. jeweils anderer möglicher Autoren gleichen.

Nach ihren Analysen kommen Cafiero und Camps zu dem Schluss:

“Our analysis disproves both theories and concludes that neither P. Corneille nor T. Corneille (and incidentally, nor any of the major authors tested here) could have written the plays signed under the name Molière. Without definitely proving that Molière’s works are his own — which only historical evidence could do — disproving these alternative theories strongly substantiates the idea that Molière indeed wrote the masterpieces signed under his name.”

„Unsere Untersuchung widerlegt beide Thesen und kommt zu dem Schluss, dass weder P[ierre] Corneille noch T[homas] Corneille (und, nebenbei bemerkt, genausowenig einer der anderen hier untersuchten bekannteren Autoren) die Stücke hätten verfassen können, die unter dem Namen Molière veröffentlicht wurden. Zwar wird nicht unumstößlich bewiesen, dass Molières Stücke aus seiner eigenen Feder stammen – das könnten nur historische Belege leisten –, doch die Widerlegung dieser alternativen Theorien erhärtet in wesentlichem Maße den Gedanken, dass Molière die unter seinem Namen veröffentlichten Meisterwerke tatsächlich verfasst habe.“

Es ist nach aktuellem Stand also nach wie vor möglich, dass jemand anderes als Jean-Baptiste Poquelin alias Molière die unter diesem Namen veröffentlichten Stücke geschrieben hat; es erscheint jedoch nicht sehr wahrscheinlich, dass es sich dabei um einen der Brüder Corneille (oder beide) gehandelt haben könnte.